# سپاه تفنگداران دریایی سلطنتی
سپاه تفنگداران دریایی سلطنتی (انگلیسی: Corps of Royal Marines) سپاه تفنگدار دریایی نیروی دریایی پادشاهی بریتانیا و زیرمجموعه فرعی گروه پشتیبانی نیروهای ویژه بریتانیا است، که در سال ۱۶۶۴ تأسیس شد.
سپاه تفنگداران دریایی سلطنتی یک نیروی کماندویی در عملیات ویژه آبی-خاکی است، که یکی از پنج بازوی رزمی نیروی دریایی سلطنتی به‌شمار می‌آید و واحدهای رزمی را برای گروه پشتیبانی نیروهای ویژه، خدمه شناورهای لندینگ کرافت و گروه‌های نظامی سرویس دریایی ویژه فراهم می‌کند. ریشه‌های تأسیس سپاه تفنگداران دریایی سلطنتی به تشکیل "هنگ پیاده دریایی دوک یورک و آلبانی" در ۲۸ اکتبر ۱۶۶۴ بازمی‌گردد و فرم کنونی اولین واحد کماندویی تفنگداران دریایی سلطنتی در دیل و در ۱۴ فوریه ۱۹۴۲ تشکیل شد.
تفنگداران دریایی سلطنتی در بسیاری از درگیری‌های چند قرن گذشته حضور داشته‌اند. امروزه این سپاه روابط نزدیکی با نیروهای دریایی متفقین، به ویژه سپاه تفنگداران دریایی ایالات متحده و سپاه تفنگداران دریایی هلند دارد. واحدهای سپاه تفنگداران دریایی سلطنتی شامل نیروی کماندویی بریتانیا، سرویس دسته تفنگداران دریایی سلطنتی، مرکز آموزش کماندویی و چهار واحد ذخیره است.